# Buellas
Buellas è un comune francese di 1 668 abitanti situato nel dipartimento dell'Ain della regione dell'Alvernia-Rodano-Alpi.

## Gemellaggio
- Covasna, dal 1990

## Società

### Evoluzione demografica
Abitanti censiti